# Twierdzenie o nieskończonej liczbie małp

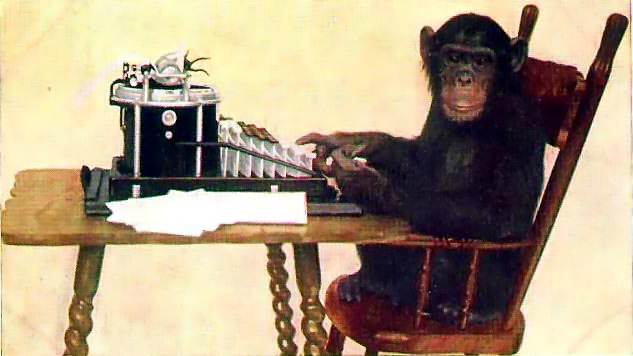
Według twierdzenia o nieskończonej liczbie małp, bez ograniczenia czasowego, szympans byłby w stanie napisać tekst zawarty między innymi w dramatach Szekspira.

Twierdzenie o nieskończonej liczbie małp – twierdzenie stanowiące, że jeżeli nieskończona liczba małp będzie naciskać w sposób losowy klawisze maszyn do pisania przez nieskończenie długi czas, to istnieje wysokie prawdopodobieństwo, że wśród efektów tej pracy będzie znajdował się dowolny wcześniej istniejący tekst napisany przez człowieka, np. wybrany utwór Williama Szekspira.
W tym kontekście „prawdopodobieństwo bliskie pewności” należy traktować ze ściśle matematycznego punktu widzenia (zdarzenie przeciwne zdarzeniu przedstawionemu w twierdzeniu ma prawdopodobieństwo zmierzające do zera, jednak nie jest zdarzeniem niemożliwym). Tak zwana małpa, występująca w twierdzeniu, jest metaforą abstrakcyjnego urządzenia generującego nieskończony, losowy ciąg liter. Prawdopodobieństwo napisania przez nieskończoną liczbę małp konkretnego tekstu, złożonego z dużej liczby znaków, jest tak małe, że szansa wystąpienia założonego, wpisującego się w określony wzór ciągu znaków (przy przyjęciu najdłuższej możliwej jednostki czasu), jest znikoma.
Istnieją różne warianty tego twierdzenia, zakładające różną liczbę małp, a także różne długości tekstu. Pojawanie się twierdzeń podobnych można zauważyć w takich utworach, jak Metafizyka Arystotelesa oraz De natura deorum Cycerona, następnie pracach Pascala i Swifta, aż do twierdzeń formułowanych współcześnie. Na początku XX wieku Émile Borel i Arthur Eddington użyli twierdzenia o nieskończonej liczbie małp, by zilustrować skalę czasu znajdującą się u podstaw mechaniki statystycznej. Twierdzenie to budzi spory naukowe w kontekście poprawności rozumowania.
Symulująca eksperyment z małpami strona internetowa Monkey Shakespeare Simulator w styczniu 2005 roku zdołała dotrzeć do 24. znaku — „RUMOUR. Open your ears;”. 
W 2003 roku przeprowadzono eksperyment z sześcioma rzeczywistymi małpami — makakami czubatymi. Wynikiem doświadczenia było otrzymanie przez badaczy pięciu stron zapisanych głównie literami „S”.

## Dowód

### Założenia
Zakłada się, że można udowodnić, z prawdopodobieństwem zmierzającym do 1 (co nie znaczy „na pewno”), że Hamleta napiszą zarówno jedna małpa bez  ograniczeń czasowych, jak i nieskończona liczba małp w określonym czasie.
Aby twierdzenie było prawdziwe, konieczne jest przyjęcie pewnych założeń:
- Każda litera ma niezerowe prawdopodobieństwo wykorzystania, co można przedstawić na konkretnym przykładzie: jeśli małpy nie używałyby w ogóle litery „H”, to nigdy nie mogłyby napisać danego tekstu, np. Hamleta.
- Małpy nie zmieniają zachowania (proces „małpa” jest stacjonarny), tzn. przykładowo, małpy nie zmniejszają częstotliwości pisania litery „H” pod wpływem czasu. Gdyby małpy wciskały „H” coraz rzadziej, to przy pewnych założeniach, twierdzenie o napisaniu Hamleta przez jedną małpę w nieskończonym czasie byłoby fałszywe.
- Każda litera jest niezależna od pozostałych: gdyby np. po literze „H” zawsze następowało jej powtórzenie, to twierdzenie także można uznać za fałszywe.

### Prawdopodobieństwo
Przy zignorowaniu znaków interpunkcyjne, spacje oraz kapitalizacji, użytych w oryginalny, tekście, napisanym wcześniej przez człowieka, małpa, pisząca z równomiernie rozłożonym prawdopodobieństwem, ma szansę jedną na 26, by poprawnie napisać pierwszą literę Hamleta. Ma jedynie jedną szansę na 676 (26 razy 26), by napisać dwie pierwsze litery. Ponieważ prawdopodobieństwo spada wykładniczo, przy 20 literach ma zaledwie jedną szansę na 2620 = 19 928 148 895 209 409 152 340 197 376. W przypadku pełnego tekstu Hamleta, prawdopodobieństwo napisania go w całości jest niezwykle małe. Przy założeniu, że tekst Hamleta zawiera 130 000 znaków (w rzeczywistości zawiera ich o wiele więcej), prawdopodobieństwo wylosowania całego tekstu utworu wynosi 1 do 3,4·10183946. Średnia liczba liter, niezbędnych w tym utworze, wynosi 3,4·10183946.
Aby podkreślić ogrom tej wartości, należy nadmienić, że szacuje się istnienie jedynie około 1079 atomów w obserwowalnym Wszechświecie oraz przyjmuje się, że od Wielkiego Wybuchu upłynęło zaledwie 4,3·1017 sekund. Nawet jeśli Wszechświat byłby wypełniony małpami piszącymi nieprzerwanie, to całkowite prawdopodobieństwo stworzenia jednego egzemplarza Hamleta przez małpy wynosiłoby mniej niż 1 do 10183800. W tym miejscu można zacytować słowa Kittela i Kroemera:  „prawdopodobieństwo napisania »Hamleta« jest więc równe zeru dla każdej możliwej realizacji”, a stwierdzenie, że małpom musi się ostatecznie powieść, „prowadzi do zwodniczych wniosków o bardzo, bardzo wielkich liczbach”. Wypowiedzi te pochodzą z ich pracy dotyczącej termodynamiki, której podstawy statystyczne spowodowały utworzenie metafory małp piszących na maszynie.

## Historia

### Mechanika statystyczna
Jedna ze znanej obecnie matematykom wersji twierdzenia z piszącymi małpami ukazała się w artykule Émila Borela z 1913 roku zatytułowanym Mécanique Statistique et Irréversibilité (Mechanika statystyczna i nieodwracalność) oraz w książce tego samego autora, noszącej tytuł Le Hasard, z 1914.
„,Małpy” u Borela nie są prawdziwymi małpami, a jedynie metaforą nierzeczywistego sposobu tworzenia wielkich, losowych sekwencji znaków. Borel stwierdził, że gdyby milion małp pisało na maszynie po dziesięć godzin dziennie, byłoby skrajnie mało prawdopodobne, że efekt ich pracy byłby dokładną kopią całych księgozbiorów najbogatszych księgarni świata; jednocześnie, jest jeszcze mniej prawdopodobne, by prawa mechaniki statystycznej zostały złamane, choćby nieznacznie.
Fizyk Arthur Eddington, czerpiąc z wizji Borela, posunął się o krok dalej w The Nature of the Physical World  (1928), pisząc:

Jeśli pozwolę moim palcom poruszać się bezładnie po klawiaturze, może się zdarzyć, że otrzymam logiczne zdanie. Jeśli armia małp będzie klikać na swoich maszynach do pisania, mogą napisać wszystkie książki z British Museum. Prawdopodobieństwo, że im się to uda jest zdecydowanie większe, niż prawdopodobieństwo cząsteczek powracających do jednej części naczynia.

Te obrazy mogą skłaniać do rozważenia, jak niewielkie jest prawdopodobieństwo, by wielka — lecz skończona — liczba małp, pisząca przez wielki — lecz skończony — okres czasu, była zdolna otrzymać jakiekolwiek istniejące wcześniej, znaczące kulturowo dzieło, jak i porównania tegoż prawdopodobieństwa z jeszcze mniejszym prawdopodobieństwem niektórych zdarzeń w fizyce. Każdy fizyczny proces mniej prawdopodobny niż powodzenie w przypadku małp, jest, według przedstawionego przez Eddingtona obrazu, w istocie niemożliwy i można bezpiecznie powiedzieć, że nigdy nie wystąpi.

### Geneza i „La biblioteca total”
W eseju z 1939 roku zatytułowanym La biblioteca total (Biblioteka zupełna), argentyński pisarz Jorge Luis Borges prześledził historię koncepcji nieskończonej liczby małp,  za punkt początkowy obierając czasy Metafizyki Arystotelesa. Wyjaśniając poglądy Leucypa, który utrzymywał, że świat powstał z losowej kombinacji atomów, Arystoteles zauważa, że same atomy są nierozróżnialne, a ich możliwe układy różnią się jedynie pozycją i ustawieniem. Grecki filozof porównuje to spostrzeżenie do stwierdzenia, że tragedia i komedia składają się z tych samych „atomów”, to znaczy z tych samych liter. Trzy wieki później w De natura deorum (O naturze bogów), Cyceron polemizował z tak ujętym atomistycznym światopoglądem:

Ten, kto daje temu wiarę, może równie dobrze wierzyć, że gdyby rzucono na ziemię wielką liczbę liter alfabetu ze złota czy innego materiału, ułożyłyby się one w takim porządku, by dało się odczytać Annales Enniusza. Wątpię, by los pozwolił na odczytanie choć jednego wersu.

Borges, śledząc historię dyskursu, zauważył zmianę języka używanego do opisu badanej koncepcji, zapoczątkowaną w czasach Blaise’a Pascala i Jonathana Swifta. Do roku 1939 twierdzenie miało już bowiem postać: „Jeśli dać połowie tuzina małp maszyny do pisania, to w nieskończenie długim czasie, stworzą wszystkie książki z British Museum” (do czego Borges dodaje, że „ściśle rzecz ujmując, wystarczyłaby jedna nieśmiertelna małpa”). Borges wyobraża sobie następnie zawartość „zupełnej biblioteki”, która powstałaby przy takim przedsięwzięciu posuniętym do skrajności:

Wszystko znalazłoby się w tych pisanych na ślepo zbiorach. Wszystko: powstałyby szczegółowa historia przyszłości, zaginione utwory Ajschylosa, dokładna liczba razy odbicia przelatującego sokoła w wodach Gangesu, sekret i prawdziwe oblicze Rzymu, encyklopedia Novalis oraz moje sny i świadomy sen o świcie 14 sierpnia 1934 roku, dowód twierdzenia Pierre’a Fermata, nienapisane rozdziały The Mystery of Edwin Drood, te same rozdziały przetłumaczone na język Garamantów, (…) pieśń, którą śpiewały syreny, kompletny katalog tejże biblioteki oraz dowody nieścisłości w tymże katalogu. Wszystko: ale na każdą sensowną linijkę tekstu, czy na konkretny fakt, przypadałyby miliony linijek bezsensownej kakofonii i słownego bełkotu. Wszystko: ale wszystkie pokolenia ludzkości mogłyby przeminąć przed jej oszałamiającymi półkami – półkami przyćmiewającymi dzień i wypełnionymi chaosem – nim te nagrodziłyby ich choć jedną znośną stroną.

## Zastosowania

### Ewolucja

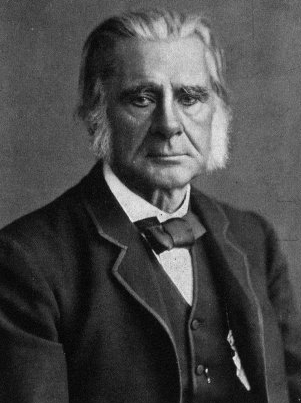
Thomasowi Huxleyowi błędnie przypisuje się sformułowanie wariantu twierdzenia.

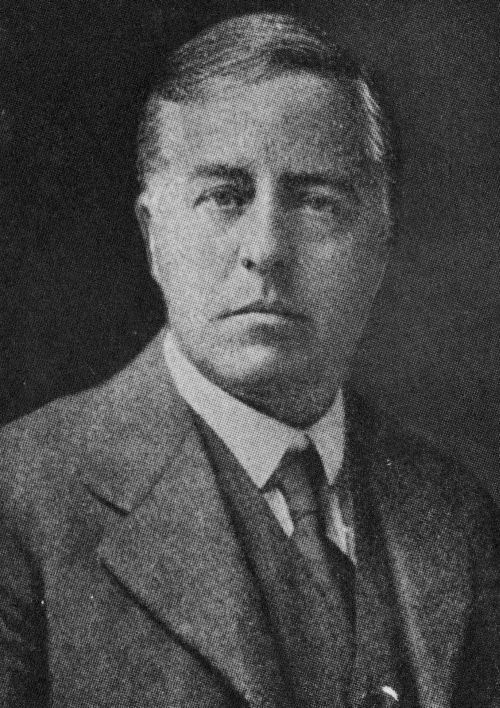
James Hopwood Jeans błędnie przypisał Thomasowi Huxley'owi wariant twierdzenia.

Rywal Eddingtona, James Jeans, w swojej książce The Mysterious Universe z 1931 roku przypisał małpią parabolę Huxleyowi, mając prawdopodobnie na myśli Thomasa Henry’ego Huxleya. Przypisywane Huxleyowi autorstwo jednak nie było zgodne z prawdą.
Do dziś zdarzają się przypadki przypisywania użycia tego przykładu przez Huxleya w debacie dotyczącej dzieła O powstawaniu gatunków Karola Darwina, prowadzonej z anglikańskim biskupem oksfordzkim Samuelem Wilberforce’em, przeprowadzonej na spotkaniu British Association for the Advancement of Science w Oksfordzie 30 czerwca 1860 roku. Fakt użycia porównania procesu ewolucji do małp jest nie tylko niepotwierdzony, ile samo urządzenie, pojawiające się w przypisanym Huxleyowi stwierdzeniu — maszyna do pisania — nie było jeszcze znane w roku 1860. Naczelne były jednak drażliwym tematem z innych względów, a debata między Huxleyem i Wilverforcem odwoływała się w swym przebiegu również do małp: biskup spytał, czy Huxley wywodził się od małpy w linii męskiej, czy żeńskiej, na co Huxley odparł, że woli być potomkiem małpy niż kogoś, kto używa tak nieuczciwych argumentów, jak biskup.
Pomimo pierwotnego zamieszania, jakie wywołał, argument małpy z maszyną do pisania jest obecnie często przytaczany w sporach dotyczących ewolucji. Przykładowo Doug Powell, jako chrześcijański apologeta, twierdzi, że nawet, gdyby małpa przypadkowo napisała tekst o jednakowym kształcie, co oryginalny tekst Hamleta, to i tak nie powiodłoby jej się stworzenie nowego Hamleta, jako że zabrakłoby jej intencji do komunikacji towarzyszącej procesowi tworzenia dzieła. Zdaniem Powella, takie stwierdzenie prowadzi bezpośrednio do wniosku, że sama natura — bez udziału Boga — nie byłaby w stanie wykształcić informacji zawartej w DNA. Powszechniejszy pogląd reprezentuje John MacArthur, który twierdzi, że genetyczne mutacje potrzebne do uzyskania tasiemca z ameby są równie mało prawdopodobne, co napisanie przez małpę monologów Hamleta, a co za tym idzie — argumenty przeciwko ewolucji całego życia są niemożliwe do przezwyciężenia.

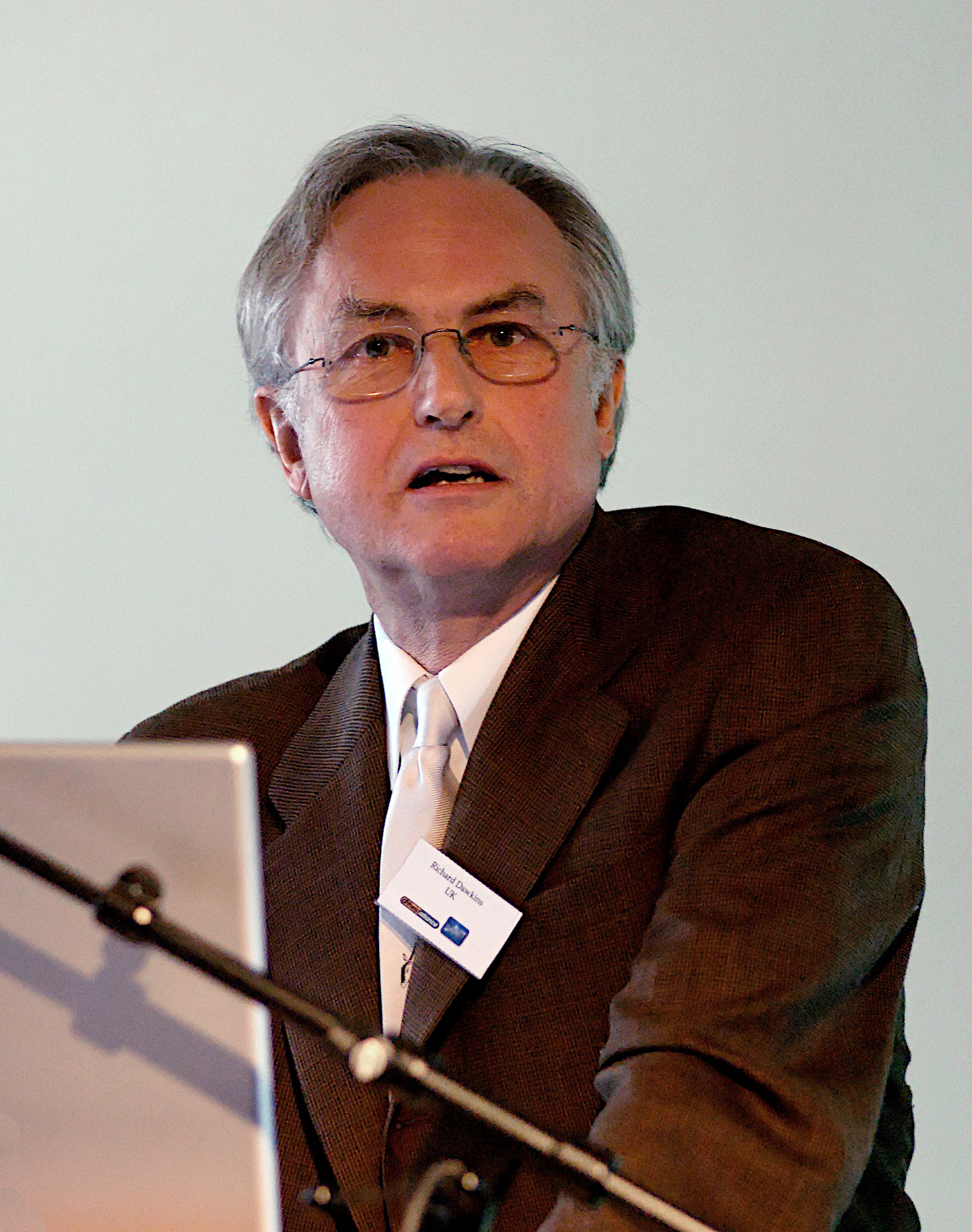
Richard Dawkins

Ewolucjonista Richard Dawkins posłużył się koncepcją piszących małp w swojej książce z 1986 roku, Ślepy zegarmistrz, by zademonstrować możliwości doboru naturalnego w zakresie tworzenia złożonych form biologicznych poprzez losowe mutacje. W opisywanym przez siebie eksperymencie Dawkins używa swojego programu (Weasel program), by wytworzyć kwestię Hamleta „methinks it is like a weasel” poprzez pisanie losowych liter, lecz ciągle zachowując zgodne z oryginałem części. Istotą jest więc nie generowanie losowego ciągu znaków, a wyłuskiwanie informacji przez dobór naturalny.
Inną podstawę do odrzucenia analogii między ewolucją i nieograniczoną małpą stanowi fakt, że małpa pisze jednocześnie tylko jedną literę oraz czyni to niezależnie od innych napisanych liter. Hugh Petrie uważa, że potrzebny jest bardziej skomplikowany model, w tym przypadku w dziedzinie nie biologii, a ewolucji idei:

Aby w pełni oddać analogię, musielibyśmy wyposażyć małpę w bardziej złożoną maszynę do pisania. Musiałaby zawierać całe elżbietańskie zdania i myśli. Musiałaby zawierać elżbietańskie przekonania na temat ludzkich zachowań i ich przyczyn, elżbietańską moralność i naukę oraz struktury językowe do ich wyrażania. Musiałaby prawdopodobnie zawierać również zbiór wszystkich doświadczeń, które kształtowały strukturę przekonań Szekspira jako konkretnego przypadku ówczesnego człowieka. Wtedy, prawdopodobnie, moglibyśmy pozwolić małpie na zabawę z taką maszyną do pisania i tworzenie tekstów, ale niemożliwość uzyskania sztuki Szekspira nie jest już oczywista. Różnica obejmuje bowiem olbrzymią ilość już osiągniętej wiedzy.

James W. Valentine, uznając niewykonalność klasycznego zadania postawionego małpom, uważa, że istnieje warta uwagi analogia między pismem a zwierzęcym genomem w takim sensie, że oba mają „kombinacyjne, hierarchiczne budowy”, które znacznie zawężają olbrzymią liczbę kombinacji na poziomie alfabetu.

### Literatura
R. G. Collingwood spierał się w 1938 roku, że sztuka nie może powstać przypadkowo i sarkastycznie napisał na marginesie swoich recenzji:

[Niektórzy] odrzucili tę propozycję mówiącą, że jeśli małpa bawiłaby się klawiaturą stworzyłaby pełny tekst Szekspira. Każdy czytelnik, niemający innego zajęcia, może zabawiać się obliczaniem czasu potrzebnego na to, by prawdopodobieństwo było warte obstawienia. Ale interesująca część propozycji leży w objawieniu stanu umysłowego osoby, która identyfikuje „dzieła” Szekspira z ciągiem liter wydrukowanym na stronach książki.

Nelson Goodman przyjął przeciwną pozycję, ilustrując razem z Catherine Elgin swoje racje przykładem opowiadania Jorgego Borgesa Pierre Menard, autor del Quijote (Pierre Menard, autor Don Kichota):

To, co napisał Menard jest po prostu kolejnym zapisem tekstu. Każdy z nas może tego dokonać, tak samo jak prasy drukarskie i ksera. Istotnie, mówi się, mając nieskończenie wiele małp (…) jedna ostatecznie wytworzy replikę tekstu. Ta replika, naszym zdaniem, będzie równoważną kopią dzieła Don Quixote, jak rękopis Cervantesa, rękopis Menarda i każda kopia książki jaka kiedykolwiek zostanie wydrukowana.

W innym utworze Goodman rozwija: „Fakt, że małpa może być podejrzewana o napisanie swojej kopii przypadkowo, nie ma znaczenia. Jest to ten sam tekst i podlega on tym samym interpretacjom…”. Gérard Genette odrzucił argument Goodmana jako, jego zdaniem, wielce wątpliwy.
Jorge J. E. Gracia uważa, że pytanie o tożsamość tekstów prowadzi do innego pytania — pytania o autorstwo. Jeśli małpa jest w stanie napisać na maszynie Hamleta, mimo braku przekazywania żadnej myśli i tym samym dyskwalifikując siebie jako autora, wtedy wydaje się, że tekst nie potrzebuje autorów. Możliwym rozwiązaniem jest uznawanie za autora tego, kto odnajdzie tekst i zidentyfikuje go jako Hamleta; lub, że Szekspir jest autorem, małpa jego pośrednikiem, a znalazca jedynie użytkownikiem tekstu. Te rozwiązania tworzą własne problemy: na przykład gdy małpa działałaby przed narodzinami Szekspira, lub w przypadku, gdy Szekspir nigdy by się nie narodził lub gdyby nikt nie odnalazł maszynopisu małpy.

### Generowanie liczb losowych
Twierdzenie dotyczy eksperymentu myślowego, którego nie da się w pełni odtworzyć w praktyce z racji potrzeby posiadania nieskończonych zasobów oraz czasu. Mimo to było ono bodźcem do prac nad skończonymi generatorami losowymi tekstu.
Program komputerowy uruchomiony przez Dana Olivera ze Scottsdale w Arizonie, według artykułu w The New Yorker, zwrócił 4 sierpnia 2004 roku następujący, przytoczony niżej  wynik. Po zasymulowanych 42 162 500 tryliardach (4,2×1028) lat jedna z grupy „małp” stworzyła tekst:

VALENTINE. Cease toIdor:eFLP0FRjWK78aXzVOwm)-‘;8.t...

Pierwsze 19 liter tej sekwencji znajduje się w komedii Dwaj panowie z Werony. Inne generatory z grupy odtworzyły 18 liter z tragedii Tymon Ateńczyk, 17 z tragedii Troilus i Kresyda oraz 16 z Ryszarda II.
1 lipca 2003 roku uruchomiono stronę internetową The Monkey Shakespeare Simulator, zawierającą aplet Javy, który symulował wielką populację losowo piszących małp. Intencją twórców było sprawdzenie, jak długo zajmie wirtualnym małpom napisanie kompletnej sztuki Szekspira. Przykładowo, aplet wyprodukował poniższy, zgodny w 24 znakach, fragment pochodzący ze sztuki Henryk IV, część 2, wraz z oszacowaniem, że proces zajął „2 737 850 milionów miliardów miliardów miliardów małpo-lat” (tj. 2,7 sekstyliarda = 2,7×1039):

RUMOUR. Open your ears; 9r”5j5&?OWTY Z0d...

Ze względu na ograniczenia mocy obliczeniowej, program używał modelu probabilistycznego (wykorzystując generator liczb losowych), zamiast naprawdę losować tekst i porównywać ze sztukami Szekspira. Gdy symulator wykrywał zgodność znaków (to jest, gdy wynik z generatora losowego zawierał się w danym przedziale), symulator naśladował wpisanie zgodnych znaków. Obecnie strona już nie istnieje.
Pytania o statystykę opisującą, jak często idealna małpa powinna pisać pewne ciągi, może prowadzić także do przeprowadzania praktycznych testów generatorów losowych; testy występują w zakresie od zupełnie prostych do „całkiem zaawansowanych”. Profesorowie informatyki George Marsaglia i Arif Zaman relacjonują, że na swoich wykładach zwykli byli nazywać takie testy „testami zachodzących na siebie m-tek” (overlapping m-tuple tests) , gdyż bazowały one na zachodzących na siebie m-tkach kolejnych elementów w losowej sekwencji. Stwierdzili jednak, że nazywanie ich „małpimi testami” pomagało zainteresować studentów. W 1993 roku Marsaglia i Zaman opublikowali raport dotyczący tej klasy testów i wyniki takich testów dla różnych generatorów liczb losowych.

## Empiria

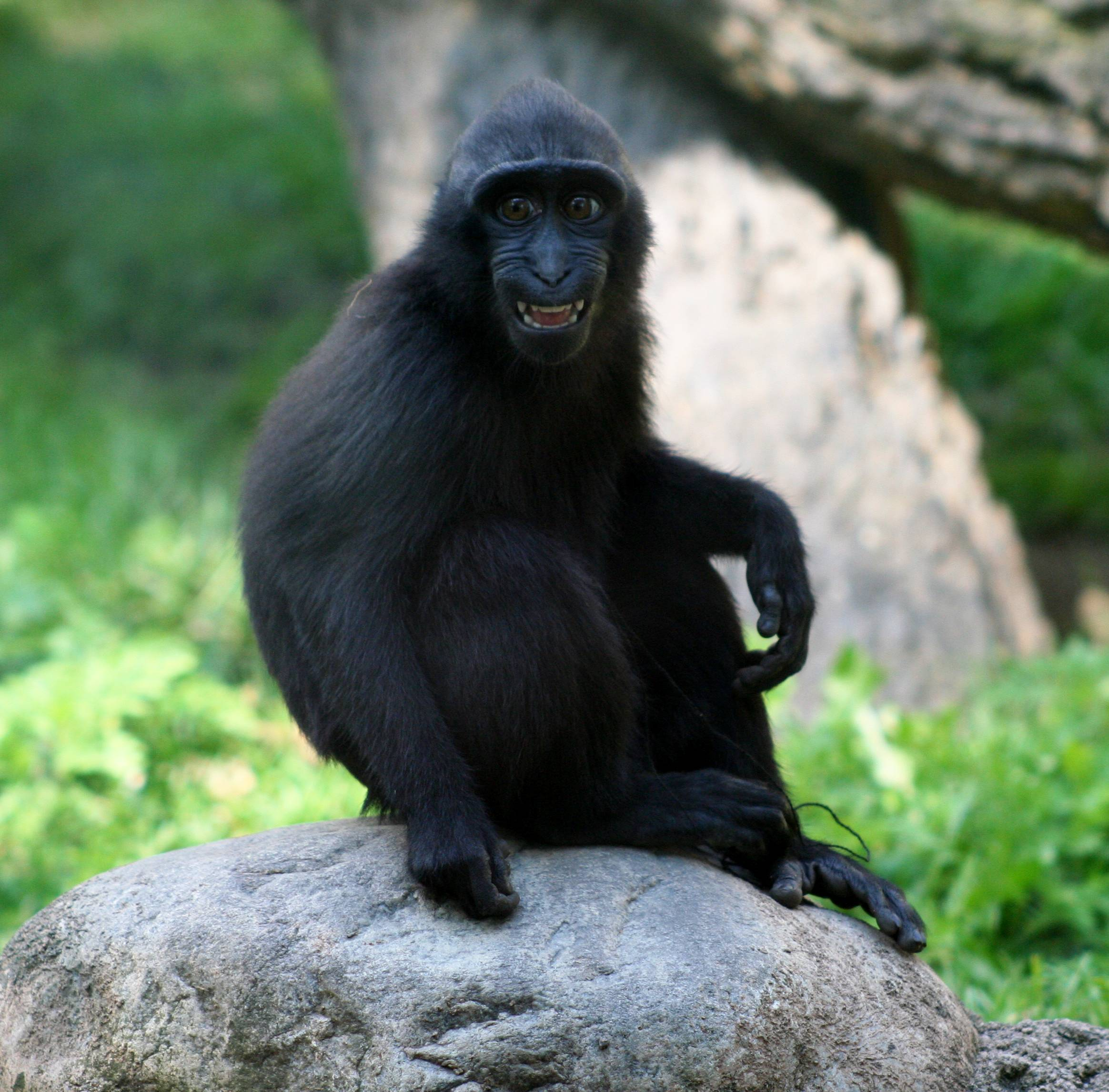
Makak czubaty

Badacze zachowań naczelnych, Cheney i Seyfarth, zauważają, że prawdziwe małpy rzeczywiście musiałyby polegać na przypadku, usiłując uzyskać kopię Romea i Julii. Z wyjątkiem małp człekokształtnych, a zwłaszcza szympansów, dowody wskazują, że małpy nie posiadają umysłu zdolnego do odróżniania swoich wiedzy, emocji i przekonań od tych należących do innych osobników. Nawet gdyby małpa nauczyła się, jsk napisać treść sztuki i opisać zachowania jej postaci, to nie będzie w stanie przeniknąć ich myśli.
W 2003 roku, wykładowcy i studenci z kursu MediaLab Arts Uniwersytetu Plymouth wykorzystali grant w wysokości 2000 funtów pochodzący z Arts Council, by sprawdzić co są w stanie napisać prawdziwe małpy. Pozostawili klawiaturę komputerową w zagrodzie sześciu makaków czubatych w zoo Paignton w Devon w Anglii na miesiąc, z łączem radiowym do publikacji wyników na stronie internetowej. Jeden z badaczy, Mike Phillips, uzasadniał wysokość poniesionych kosztów tym, że eksperyment był jak znacznie tańsze niż reality show, ale wciąż „pobudzające i fascynujące widowisko”.
Małpy nie tylko stworzyły zaledwie pięć stron składających się głównie z litery „S”; dominujący samiec zaczął uderzać w klawiaturę kamieniem, a następnie małpy podążyły jego śladem, oddając na nią mocz i kał. Pracownik naukowy zoo stwierdził, że eksperyment miał „małą wartość naukową, z wyjątkiem ukazania, że «twierdzenie o nieskończonej liczbie małp» jest obarczone wadą”. Phillips uznał, że sfinansowany przez artystów projekt był głównie rodzajem performance’u, oraz że autorzy projektu grantowego nauczyli się z niego „strasznie dużo”. W swojej konkluzji zauważył, że małpy „nie są generatorami losowymi. Są znacznie bardziej złożone. (…) Były mocno zainteresowane ekranem, na którym widziały, że w przypadku wciśnięcia klawisza coś się działo. Było to w jakimś stopniu działanie zamierzone”.

## Popkultura
Twierdzenie o nieskończonej liczbie małp i związane z nią obrazy uważa się za potoczną ilustrację rachunku prawdopodobieństwa, rozpowszechnioną raczej dzięki przekazom obecnym w popkulturze, niż wiedzy zdobywanej w procesie edukacji.
We wstępie do Monkeys, Typewriters and Networks – the Internet in the Light of the Theory of Accidental Excellence (2001, Hoffmann and Hofmann) zostały zauważone wyjątkowa popularność i zasięg twierdzenia. W 2002 roku, w artykule Washington Post napisano: „Mnóstwo ludzi bawiło wyobrażenie, że nieskończenie duża liczba małp z nieskończenie dużą liczbą maszyn do pisania oraz w nieskończenie długim czasie może ostatecznie napisać dzieła Szekspira”. W 2003 roku, wspomniany wcześniej eksperyment finansowany przez Arts Council z użyciem prawdziwych małp i klawiatury komputerowej, został szeroko opisany w relacjach prasowych. W 2007 roku, twierdzenie zostało umieszczone przez magazyn „Wired” na liście ośmiu klasycznych eksperymentów myślowych.
Historia ilustracji „piszących małp” sięga co najmniej czasów użycia przez Borela tejże metafory w eseju z 1913 roku. Obraz ten powtarzał się wielokrotnie w różnych środkach przekazu. Obecnie, powszechne zainteresowanie „piszącymi na maszynie małpami ” jest podtrzymywane przez liczne nawiązania, pojawiające się w literaturze, telewizji i radiu, w muzyce oraz w internecie, a także w komiksach i kabaretach.